# Maria Pilar Perea Sabater
Maria Pilar Perea Sabater (Barcelona, 1960) és una filòloga catalana i catedràtica de dialectologia catalana i història de la llengua catalana a la Universitat de Barcelona. S'ha especialitzat en descripció lingüística, dialectologia i morfofonologia verbal, i ha desenvolupat estudis relacionats amb la història de la llengua catalana, així com estudis sobre el treball d'Antoni Maria Alcover i Francesc de Borja Moll. Participa en la xarxa temàtica de Variació lingüística, coordinada per la Universitat de Barcelona, i de Gramàtica teòrica, coordinada per la Universitat Autònoma de Barcelona. Ha editat la primera proposta d'atles informatitzat a Catalunya, "La flexió verbal en els dialectes catalans". Les dades i els mapes (2001). El 2003 va obtenir un dels Premis 31 de desembre.

## Obres
- Compleció i ordenació de "La flexió verbal en els dialectes catalans" d'A. M. Alcover i F. de B. Moll (1999)
- Complements a "La flexió verbal en els dialectes catalans" (1999)
- Els dietaris de les eixides filològiques de mossèn Alcover (2001)